# Tomas Svensson
Pour les articles homonymes, voir Svensson.
Tomas Svensson, né le 15 février 1968 à Eskilstuna, est un ancien joueur suédois de handball évoluant au poste de gardien de but.
Il possède l'un des palmarès les plus complets de l'histoire du handball. Cadre de l'équipe nationale de Suède, il est notamment quadruple Champion d'Europe, double Champion du monde, mais n'a jamais remporté l'or olympique, s'inclinant en finale par trois fois. En club, il a notamment remporté six Ligues des champions consécutives et six championnats d'Espagne avec le Bidasoa Irún et le FC Barcelone.

## Biographie

### Carrière de joueur
Tomas Svensson était l'un des légendaires «Bengan Boys », surnom donné à la fantastique équipe nationale suédoise sous la houppe de l'entraîneur national Bengt Johansson, surnommé « Bengan ». En compagnie notamment de Magnus Wislander, de Stefan Lövgren et de ses homologues Mats Olsson et Peter Gentzel, il remporte trois championnats d'Europe (1994, 2000 et 2002) et deux championnats du monde (Championnat du monde 1990 et 1999), mais échoue à trois reprises en finale des Jeux olympiques, ce qui constitue le seul titre qui manque à Svensson.
En club, il commence sa carrière en Suède au Guif Eskilstuna avant de rejoindre en 1990 l'Espagne où il réalisera l'essentiel de sa carrière et de son palmarès. Il rejoint tout d'abord un Club Atlético Madrid en fin de cycle, atteignant la finale de la Coupe d'Espagne en 1991, ce qui constitue le dernier fait d'armes du club qui disparaitra deux ans après le départ de Svensson pour le Bidasoa Irún en 1992. Dans le club basque, il rejoint à l'opposé un club en pleine progression avec lequel il remporte la Coupe ASOBAL en 1993 puis surtout réalise le doublé Ligue des champions et Champion d'Espagne en 1995. 
Cette même année, il rejoint la plus grande équipe de tous les temps, le FC Barcelone. En compagnie notamment de son homologue David Barrufet, d'Enric Masip, d'Andrei Xepkin ou de Rafael Guijosa, il réalise en cinq ans cinq nouveaux doublés Ligue des champions et Champion d'Espagne, mais ne peut remporter une septième Ligue des champions consécutive, s'inclinant face au Portland San Antonio en 2001.
En 2002, il tente l'aventure du championnat d'Allemagne et rejoint le HSV Hambourg de Guillaume et Bertrand Gille. Au cours des trois saisons passées dans le Nord de l'Allemagne, Svensson n'enrichit son palmarès que d'une Supercoupe d'Allemagne, subissant la mainmise du THW Kiel.
Il retrouve ainsi l'Espagne en 2005 et le Portland San Antonio qui était alors le principal concurrent du FC Barcelone. Si le club atteint de nouveau la finale de la Ligue des champions 2006, il s'incline face au nouveau mastodonte espagnol et européen, le BM Ciudad Real. Le club rentre ainsi dans le rang et Svensson ne remporte plus de nouveaux titres, ni avec San Antonio, ni avec le BM Valladolid où il évolue ensuite entre 2009 et 2011.
Il part ensuite au Rhein-Neckar Löwen où il terminera sa carrière de joueurs lors de la saison 2011/2012.

### Carrière d'entraineur
Mais lors de cette saison 2011/2012, il endossera le rôle d'entraîneur des gardiens et devient, en 2012; l’entraineur adjoint de l'islandais Guðmundur Guðmundsson toujours à la tête des Rhein-Neckar Löwen.
Un staff qui fit décrocher le tout premier sacre européen aux Rhein-Neckar Löwen, la Coupe de l'EHF lors de la saison 2012/2013.
En 2014, Guðmundur Guðmundsson quitte les Rhein-Neckar Löwen pour la sélection danoise et Tomas le suit toujours en tant qu'adjoint, cette même année il intègre également le staff d'une nouvelle formation allemande, le SC Magdebourg où il retrouve son ancienne fonction d'entraineur des gardiens.
En juin 2016, deux mois avant le triomphe de l'équipe danoise qui deviendra championne olympique, Tomas Svensson annonce qu'il quitte le staff de la sélection scandinave car il a du mal à assumer sa fonction d'adjoint tout en étant entraineur gardiens au SC Magdebourg.
A l'aube de la saison 2016/2017, il devient l'entraineur principal du SC Magdebourg au même titre que Bennet Wiegert.

## Palmarès de joueur

### Sélection nationale
- Jeux olympiques[1]
  -  Médaille d'argent aux Jeux olympiques de 1992 à Barcelone,  Espagne
  -  Médaille d'argent aux Jeux olympiques de 1996 à Atlanta,  États-Unis
  -  Médaille d'argent aux Jeux olympiques de 2000 à Sydney,  Australie
- Championnat du monde
  -  Médaille d'or au Championnat du monde 1990,  Tchécoslovaquie
  -  Médaille d'or au Championnat du monde 1999,  Égypte
  -  Médaille d'argent au Championnat du monde 2001,  France
  -  Médaille de bronze au Championnat du monde 1995,  Islande
  -  Médaille de bronze au Championnat du monde 1993,  Suède
- Championnat d'Europe
  -  Médaille d'or au Championnat d'Europe 1994,  Portugal
  -  Médaille d'or au Championnat d'Europe 2000,  Croatie
  -  Médaille d'or au Championnat d'Europe 2002,  Suède
- autres
  - 327 sélections en équipe de Suède entre 1988 et 2007

### Club
Compétitions internationales
- Ligue des champions (6) : 1995 (avec Bidasoa Irún), 1996, 1997, 1998, 1999, 2000 (avec FC Barcelone)
  - Finaliste en 2001 (avec FC Barcelone) et 2006 (avec Portland San Antonio)
- Supercoupe d'Europe (4) : 1996, 1997, 1998, 1999
- Finaliste de la Coupe de l'EHF en 2002

Compétitions nationales
- Champion d'Espagne (6) : 1995 (avec Bidasoa Irún), 1996, 1997, 1998, 1999, 2000 (avec FC Barcelone)
- Coupe d'Espagne (3) : 1997, 1998, 2000
- Coupe ASOBAL (5) : 1993, 1995, 1996, 2000, 2001
- Supercoupe d'Espagne (4) : 1996, 1997, 1999, 2000
- Supercoupe d'Allemagne (1) : 2004
- Finaliste de la Coupe d'Allemagne en 2004

### Distinctions personnelles
- Élu dans l'équipe type des 20 ans de la Ligue des champions (entre 1993 et 2013)[6],[7]
- Élu meilleur gardien de but du Championnat d'Europe 1994
- Meilleur gardien de but (statistiques) du Championnat du monde 1995 avec 47 % d'arrêts

## Palmarès d'entraîneur
Compétitions internationales
- Coupe de l'EHF (1) : 2013

Compétitions nationales
- 3e du Champion d'Allemagne en 2013